# Blythipicus pyrrhotis
El pito orejirrojo (Blythipicus pyrrhotis) es una especie de ave piciforme de la familia Picidae que vive en Asia.

## Distribución y hábitat
Se encuentra en los bosques subtropicales de Bangladés, Birmania, Bután, Camboya, China, noreste de la India, Laos, Malasia, Nepal, Tailandia y Vietnam.